# Prejmer
Prejmer (en allemand Tartlau, Tartlen, Tortalen, en hongrois Prázsmár) est une commune du județ de Brașov, en Transylvanie, Roumanie. En 1993, le village de Prejmer et sa forteresse ont été inscrits au patrimoine mondial de l'UNESCO.

## Histoire
On ne connaît ni la date de fondation, ni l'origine des fondateurs de l'actuelle localité de Prejmer. Compte tenu de l'origine slave des noms roumain et hongrois de la commune, on peut supposer que la localité construite autour de l'église des Chevaliers Teutoniques a été précédée par une localité habitée par des Slaves. Ce qu'on sait sûrement, c'est qu'en 1240 le roi hongrois Béla IV donna l'église de Prejmer avec toutes ses possessions et ses revenus à l'Abbaye de Cîteaux, berceau et chef de l’ordre cistercien.

## L'église fortifiée

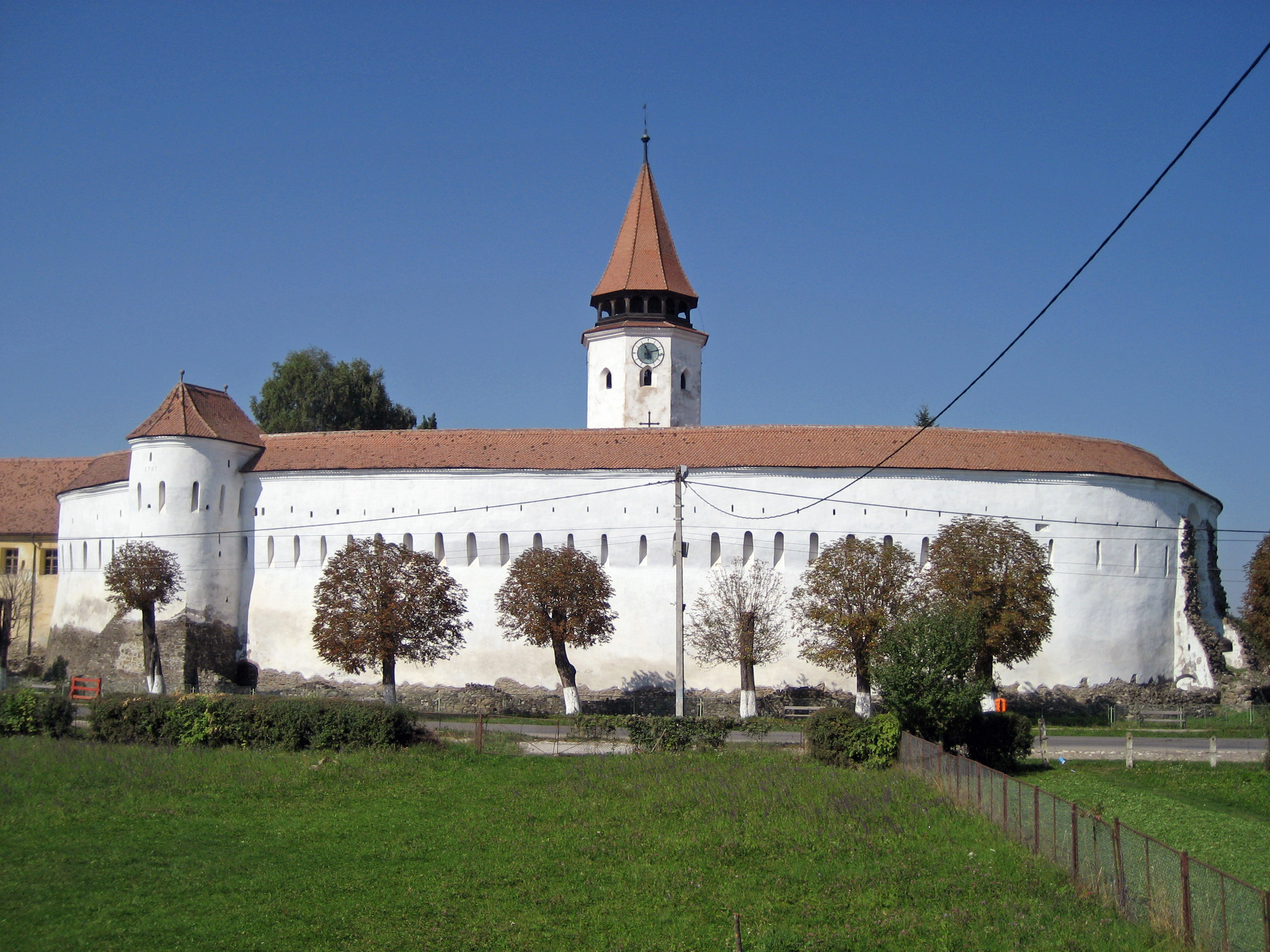
L'église fortifiée de Prejmer

L'église de Prejmer fut fondée par les Chevaliers Teutoniques au début du XIIIe siècle. Elle fut érigée dans le style gothique bourguignon, qui venait d'être introduit par les cisterciens à Cârța. Initialement, l'édifice fut construit en croix grecque (chacun des bras égaux de la croix disposé autour d'un carré surmonté par une tour octogonale). Le bâtiment - qui est passé à la confession évangélique lors de la Réforme - connut quelques modifications au XVIe siècle.
L'église fortifiée de Prejmer est la mieux préservée et la plus puissante des églises fortifiées de l'Europe de l'Est. La fortification, construite sur un plan en cercle, comprend des murs dont l'épaisseur atteint 3 à 4 mètres et dont la hauteur atteint 12 mètres.
Depuis 1993, l'église de Prejmer fait partie du patrimoine de l'UNESCO.

## Démographie
Lors du recensement de 2011, 86,74 % de la population se déclarent roumains, 6,01 % comme roms et 1,81 % comme hongrois (0,9 % déclarent une autre appartenance ethnique et 4,5 % ne déclarent pas d'appartenance ethnique).

## Politique
| Parti | Parti                                      | Sièges |
| ----- | ------------------------------------------ | ------ |
|       | Parti national libéral (PNL)               | 8      |
|       | Parti social-démocrate (PSD)               | 4      |
|       | Parti Mouvement populaire (PMP)            | 2      |
|       | Alliance des libéraux et démocrates (ALDE) | 1      |

## Galerie

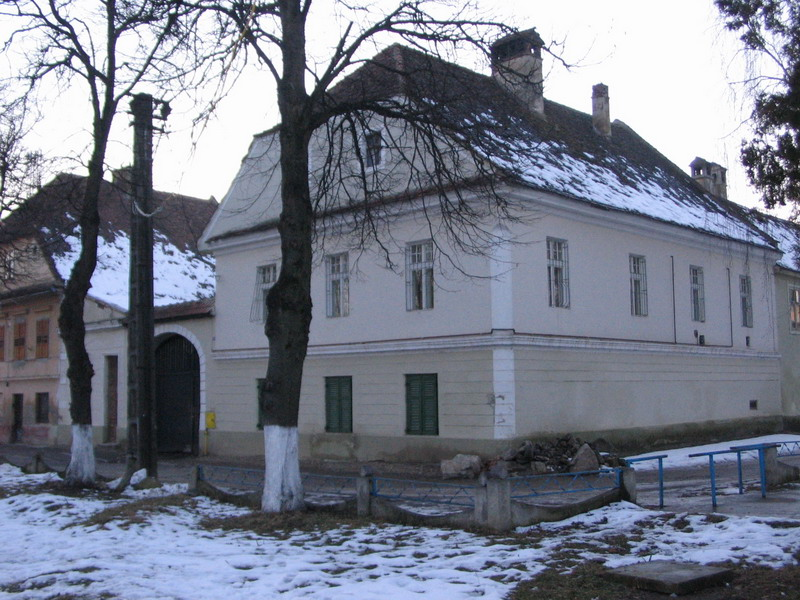
Village de Prejmer
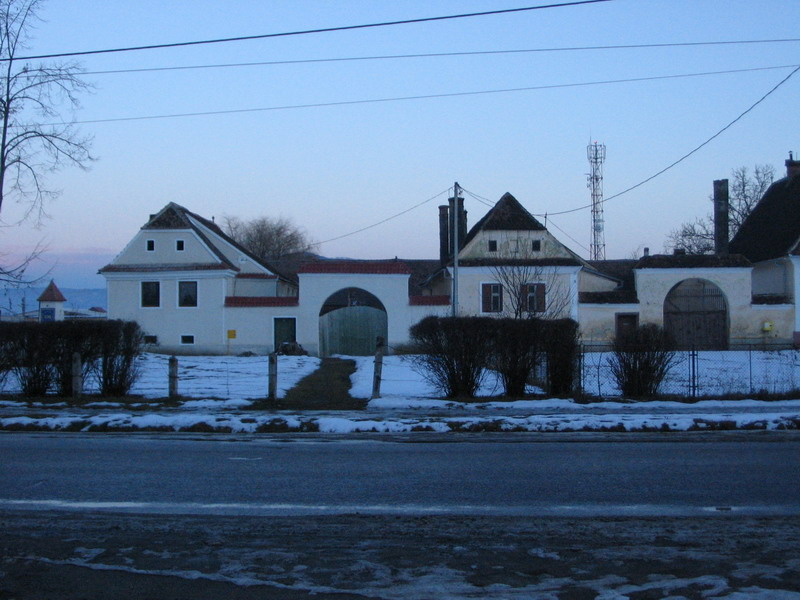
Anciennes maisons à Prejmer
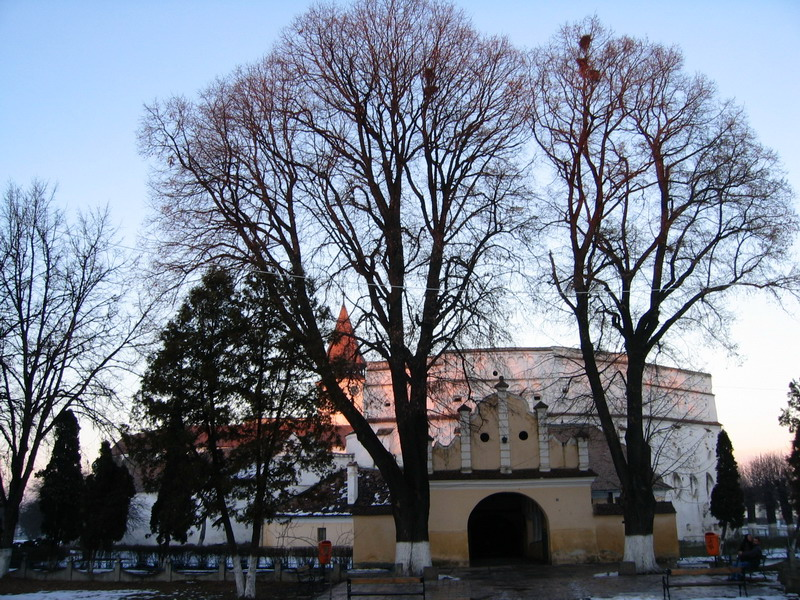
Entrée dans l'enceinte de l'église fortifiée
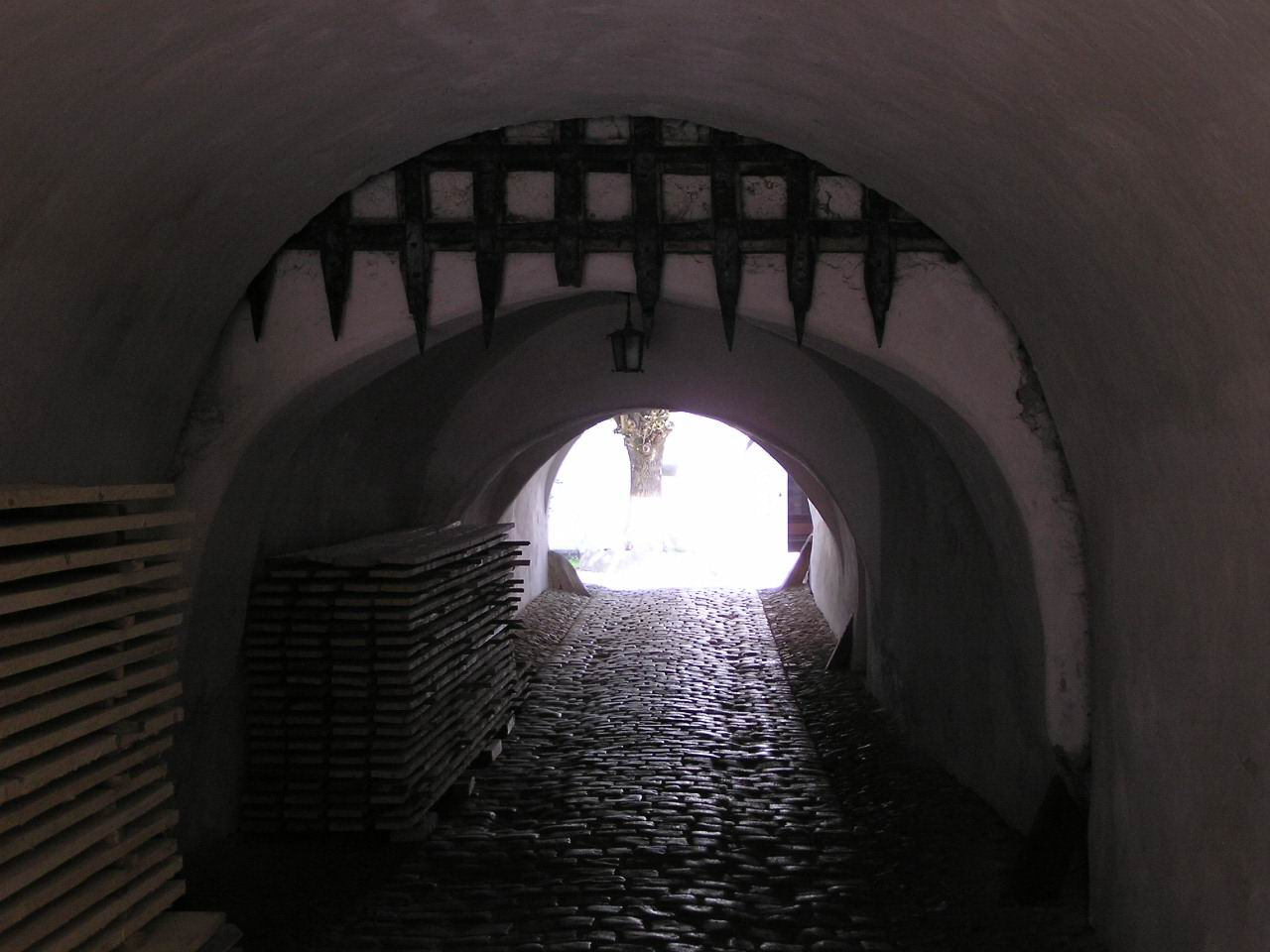
Entrée dans l'enceinte de l'église fortifiée
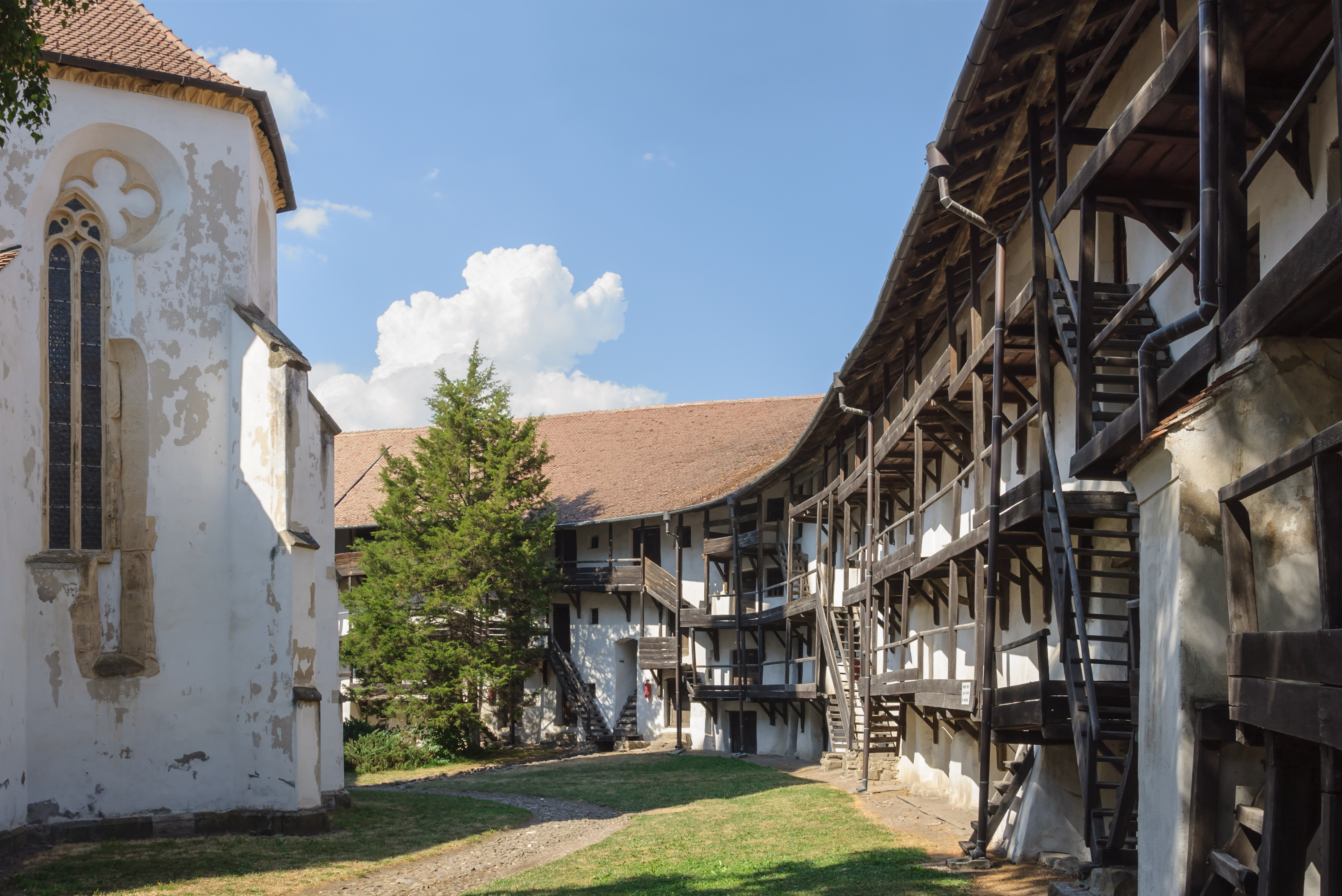
L'intérieur de la fortification. À gauche on voit les contreforts de l'église
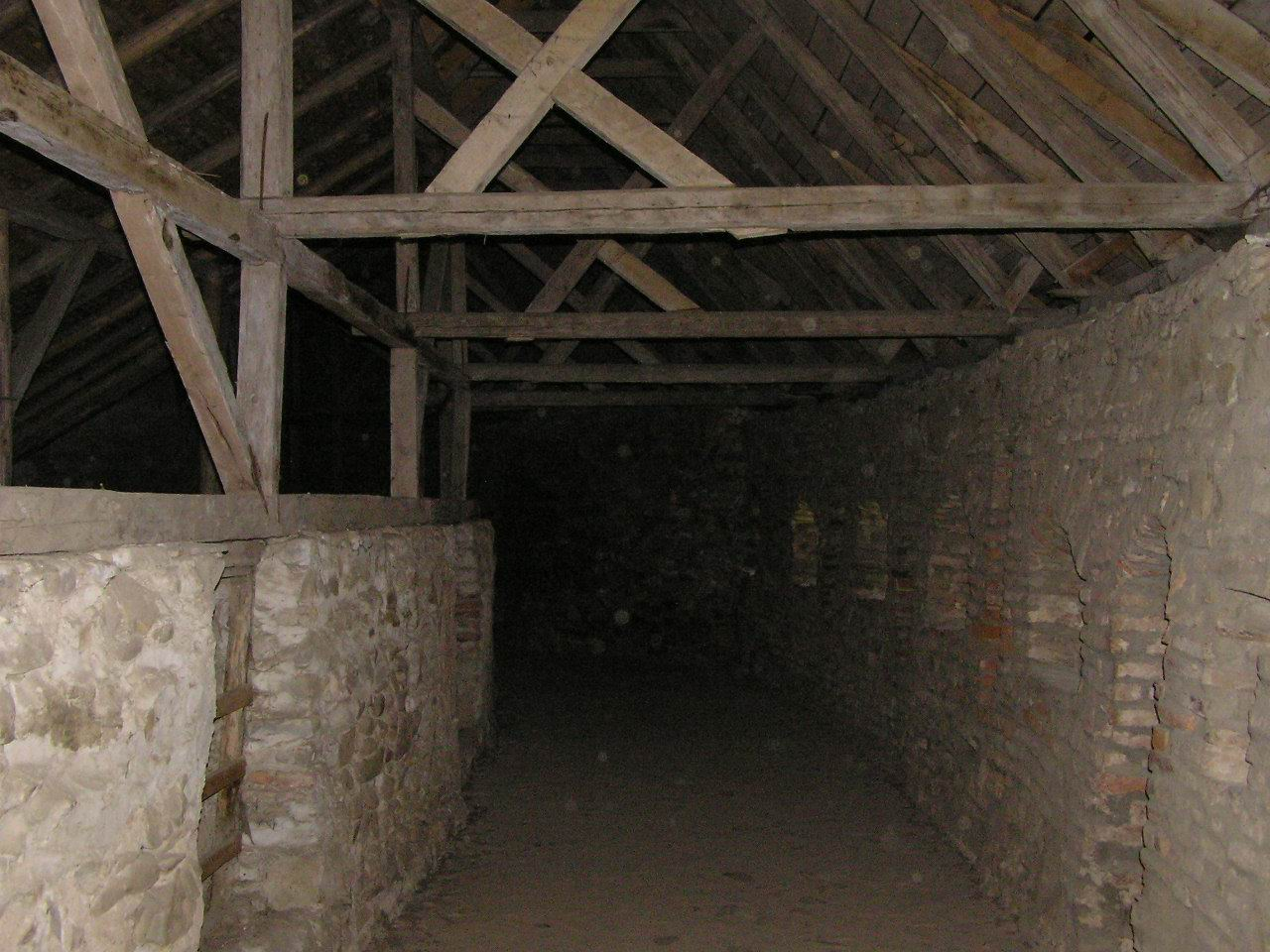
Le chemin de ronde
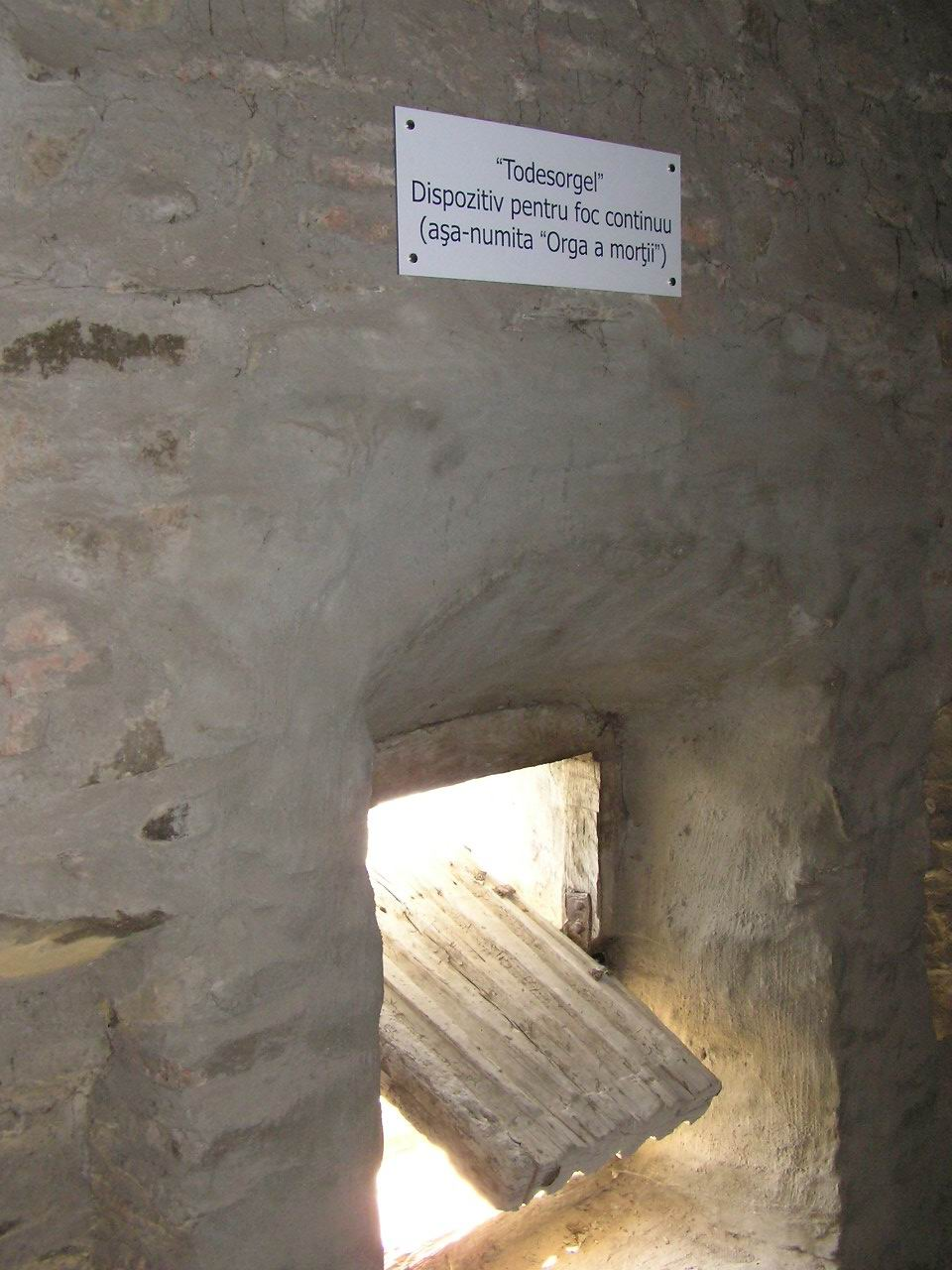
L'Orgue de la mort, dispositif de tir à la couleuvrine à main de la fin du Moyen Âge
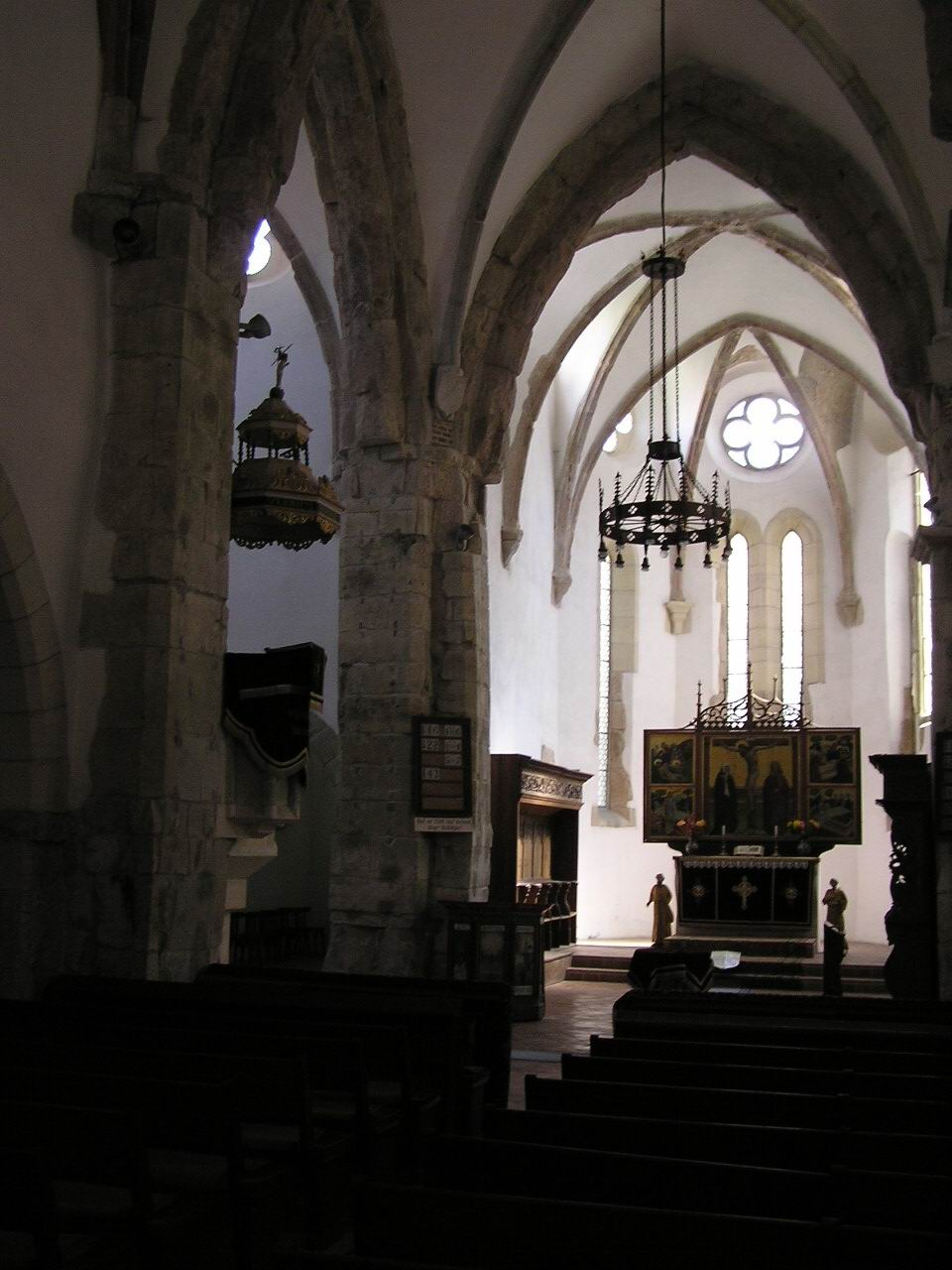
À l'intérieur de l'église